# Давид, Иоганн Непомук
Иоганн Непомук Давид (нем. Johann Nepomuk David; 30 ноября 1895, Эфердинг — 22 декабря 1977, Штутгарт) — австрийский композитор, органист.

## Биография
Ученик Йозефа Маркса (композиция). В 1924—1934 — органист, хоровой дирижёр в Вельсе. Известен главным образом как композитор-полифонист. С 1934 — профессор, затем директор Лейпцигской консерватории, в 1945—1948 — директор Моцартеума, в 1948-1963 — профессор Высшей музыкальной школы в Штутгарте.
Член Академий искусств Берлина, Мюнхена, Гамбурга, Вены.
Среди его учеников был Хельмут Лахенман.
Его сын, Томас Кристиан Давид, также стал композитором, а второй сын, Лукас Флориан Давид, стал скрипачом.

## Сочинения
- оратория «Ezzolied» (1932)
- симфонии
- оркестровые партиты
- дивертисмент на тему немецкой народной песни «Kume, kum, geselle min» (1938)
- симфоническая фантазия «Магический квадрат» (1959)
- произведения для органа, хора (в том числе, партита «Es ist ein Schnitter, heißt der Tod», созданная по мотивам одноимённой народной песни[1][2])